# NGC 4960
NGC 4960 (ook wel NGC 4961) is een balkspiraalstelsel in het sterrenbeeld Hoofdhaar. Het hemelobject werd op 11 april 1785 ontdekt door de Duits-Britse astronoom William Herschel.

## Synoniemen
- NGC 4961
- IRAS13033+2800
- UGC 8185
- KUG 1303+280
- MCG 5-31-126
- ZWG 160.134
- PGC 45311